# Юшкевич, Игорь Иванович
Игорь Ива́нович Юcке́вич (англ. Igor  Youskevitch, 13 марта 1912, Пирятин — 13 июня 1994, Нью-Йорк) — французский и американский артист балета, балетный педагог, выходец из Российской Империи. Выдающийся мастер романтического репертуара.

## Биография
В восьмилетнем возрасте будущую мировую звезду балета родители вывезли из Пирятина  в Королевство Югославии (1920). Впоследствии юноша увлекся гимнастикой и очень быстро достиг значительных спортивных высот. Учился на инженера в Белградском университете. Увлекался атлетикой и гимнастикой, в составе югославской команды участвовал в Олимпийских играх (1932)[уточнить]. Заниматься балетом начал поздно, учился у Елены Поляковой, Ольги Преображенской, Анатолия Вильтзака, Александры Фёдоровой. В 1932 году дебютировал на парижской сцене. В 1938 году вошёл в состав Русского балета Монте-Карло, руководимого Леонидом Мясиным, исполнил роль oфицера в балете «Парижское веселье» (1938), успешно выступал с труппой в Австралии, работал в труппе до 1944 года. Танцевал в постановках Мясина, Брониславы Нижинской. В 1944 году получил гражданство США, служил в американском флоте.
С 1946 года по 1955 год – в Театре американского балета. Его партнёршами были Алисия Маркова, Тамара Туманова, Наталия Красовская. Танцевал с Алисией Алонсо в «Жизели» и постановках Джорджа Баланчина. В 1947 году выступал на Кубе, в 1948 году был c «Балетом Алисии Алонсо» на гастролях в странах Латинской Америки, работал с этой балетной труппой до 1960 года (лучшей ролью здесь была партия Ромео в балете «Ромео и Джульетта», поставленном Альберто Алонсо).
Снимался в США на телевидении и в кино, в том числе в фильме-балете Джина Келли «Приглашение на танец» (1956), получившем премию «Золотой медведь» Берлинского кинофестиваля. Затем вернулся в Русский балет Монте-Карло как танцовщик и художественный руководитель. В 1960 году был с гастролями с Американским театром балета в СССР. В 1962 году закончил сценическую карьеру. 
В 1962—1980 годах вместе с женой, балериной Анной Скарповой (ум. 1997) руководил балетной школой в Нью-Йорке и небольшой балетной компанией Youth Ballet Romantique. В 1971—1982 преподавал в Техасском университете. В 1985 году вместе с Илоной Копен учредил международный конкурс New York International Ballet Competition (NYIBC) и был его художественным директором.
Оказал глубокое влияние на творчество Эрика Бруна.

## Признание
Лауреат нескольких премий (1958, 1993).
- 1991 — танцевальная премия Capezio